# Madhuca calcicola
Espèce
Statut de conservation UICN

 EN B1+2c : En danger
Classification phylogénétique
Madhuca calcicola est une espèce de plantes à fleurs de la famille des Sapotaceae. C'est un petit arbre endémique à la Malaisie.

## Répartition
Très dispersée dans les forêts calcaires de basse altitude de Malaisie péninsulaire.

## Conservation
L'espèce est menacée de disparition totale du fait de la déforestation.